# 副本
副本（英語：Instance dungeon）是网络游戏用语，在過去常被稱為「地下城」。對於大型多人在线角色扮演游戏（MMORPG）而言是一個獨立區域， 每一個隊伍進入副本時，將會擁有該隊伍的地圖，不同的隊伍看不到彼此，也無法互相支援。可依照隊伍人數限制，設立副本。

## 起源
副本起源於1990年代末期的《網路創世紀》。當遊戲伺服器上有超過2000人在進行遊戲且當有Boss出現時，就會發生爭奪，人人都希望獲得打倒Boss的獎勵。因此彼此陷害争夺，或是过多玩家聚集加重伺服器的負擔，造成服务器和客户端的延迟或过载。因此，建立幾份一樣的地下城，將玩家分散以解决玩家间的过度争夺和解决玩家聚集造成的服务器过载。

## 典型游戏
- 網路創世紀
- 魔獸世界